# Terhandmolen
De Terhandmolen is een voormalige windmolen in het tot de West-Vlaamse gemeente Wervik behorende gehucht Terhand, gelegen nabij het huidige Magerheidestraat 107.
De molen, van het type open standerdmolen, fungeerde als korenmolen en oliemolen.

## Geschiedenis
De molen werd in 1773 gebouwd in opdracht van burggraaf François Depattin, die het Kasteel Ter Beke (later Rattekasteel genoemd) bewoonde. Door geldgebrek gedreven verkocht de burggraaf in 1780 de molen en het kasteel aan de paters dominicanen van Ieper. Tijdens de beloken tijd (1796-1801) moesten de priesters onderduiken, en met behulp van de stand van de wieken gaf de molen aan wanneer gendarmerie in aantocht was en ze zich in veiligheid moesten brengen.
In 1800 werden kasteel en molen openbaar verkocht en kwam in handen van particuliere molenaars.
Op 23 oktober 1914, bij de Duitse inval, werd de molen verwoest.